# Kaiserslautern
Kaiserslautern é uma cidade no sul do estado da Renânia-Palatinado (Rheinland-Pfalz) na Alemanha.
Kaiserslautern é uma cidade independente (Kreisfreie Städte) ou distrito urbano (Stadtkreis), ou seja, possui estatuto de distrito (kreis).
Tem 100.000 habitantes e por volta de 38.000 adicionais cidadãos norte-americanos devido às grandes bases militares na região.
As outras indústrias de Kaiserslautern incluem manufatura, sendo o lar da Pfaff, uma fábrica conhecida internacionalmente por suas máquinas de costura.
A prefeitura (Rathaus) é o prédio mais alto em Kaiserslautern e o café no último andar apresenta uma vista muito boa da cidade e dos campos vizinhos. Na cidade mesmo há ruínas de um castelo do século XII(?) do imperador Frederico I, o Barbarossa.
Os grandes jardins botânicos de Kaiserslautern apresentam um jardim de estilo Japonês. Outra característica incomum é a Waschmühle, uma piscina pública enorme, com 160 metros, uma das maiores da Europa. Os calçadões próximos da St-Martins-Platz contêm muitos restaurantes e bares e é um grande foco da vida noturna da cidade.
A cidade também é a casa do time de futebol 1. FC Kaiserslautern, cujo estádio abrigou alguns jogos da Copa do Mundo de 2006.
Pela cidade pode se ver peixes coloridos, que são remanescentes de comemoração do aniversário da cidade, 725 em 2001. Durante esse tempo, cerca de 200 peixes coloridos foram colocados ao redor de praças da cidade, em frente de negócios e em zonas pedonais.

## Páginas externas
- Kaiserslautern Web site oficial da cidade